# Ostmärkische Mineralölwerke
Die Ostmärkische Mineralölwerke GmbH, kurz OMW, war ein 1939 mit Sitz in Wien gegründetes Gemeinschaftsunternehmen der Shell plc und Socony-Vacuum Oil Company (die heutige ExxonMobil Corporation). Das Unternehmen errichtete zur Erzeugung von Treibstoffen, Schmierölen und anderen petrochemischen Produkten die Raffinerie Lobau, die sich zu einer der wichtigsten Raffinerien im damaligen Deutschen Reich entwickelte.
Nach Ende des Zweiten Weltkriegs wurde die Gesellschaft in Österreichische Mineralölwerke GmbH umbenannt und als größte Raffinerie in Österreich zunächst von den Eigentümern weiterbetrieben. 1947 beschlagnahmte die sowjetische Besatzungsmacht die Anlagen und übertrug sie 1955 nach Inkrafttreten des Österreichischen Staatsvertrags an die neu gegründete Österreichische Mineralölverwaltung (die heutige OMV). 1960 erhielten die britisch-amerikanischen Gesellschafter die Raffinerie vollständig zurück, die das Unternehmen 1979 in die Rohöl-Aufsuchungs AG (die heutige RAG Austria) integrierten.
Seit 2014 befindet sich auf dem Gelände der ehemaligen Raffinerie ein Schmierölwerk und die Zentrale der russischen Lukoil Lubricants Europe GmbH.

## Gründung
Nachdem die Sonde Gösting II am 10. November 1932 in Zistersdorf bei einer Tiefe von 785 Metern auf Erdöl stieß, begann ab dem 21. August 1934 aus diesem Bohrloch täglich eine Förderung von 30 Tonnen Rohöl. An dieser ersten wirklich erfolgreichen Erdölbohrung Österreichs waren von Anbeginn multinationale Konzerne beteiligt, in erster Linie die US-amerikanische Socony-Vacuum Oil Company (die heutige Exxon Mobil Corporation) und die niederländisch-britische Anglo-Saxon Petroleum Co Ltd (ein Tochterunternehmen der Shell plc). Im Januar 1935 gründeten diese beiden Unternehmen eine gemeinsame Gesellschaft, die Rohöl-Gewinnungs-AG (RAG), um die im Wiener Becken vermuteten reichen Erdölvorkommen zu erschließen und auszubeuten.
1937 gelang der erste größere Ölfund mit der Sonde RAG II etwa zwei Kilometer nördlich von Zistersdorf. Die RAG sicherte sich 1936 und 1937 mit 7000 Schurflicenzen den größten Teil des Wiener Beckens, einschließlich der Ölfelder Matzen und Aderklaa. Die weitere Erschließung ging nur schleppend voran. Mit insgesamt 32.500 Tonnen deckte die Förderung im Jahr 1937 weniger als 8 Prozent des heimischen Bedarfs. Dies änderte sich erst 1938 mit dem Anschluss Österreichs an das Deutsche Reich. Kontinuierlich stieg die Produktion im Wiener Becken an und erreichte 1944 ein Fördermaximum von 1,3 Millionen Jahrestonnen, das Vierzigfache der Produktionsmenge von 1937.
Schon 1938 hatten sich Socony-Vacuum Oil und Shell darauf verständigt, gemeinsam eine moderne Raffinerie zu errichten. Ziel der beiden Unternehmen war es, ein Monopol in Österreich über die Prospektion, die Exploration, die Erdölförderung und -verarbeitung zu erlangen. Nach der Ausdehnung des hoch subventionierten Reichsbohrprogramms auf die Ostmark gründete die Shell- und Vacuum-Gruppe am 21. Juli 1939 ein zweites gemeinsames Unternehmen, die Ostmärkische Mineralölwerke GmbH (OMW). Diesmal allerdings – den geänderten politischen Verhältnissen entsprechend – durch ihre deutschen 100-prozentigen Tochtergesellschaften Rhenania-Ossag Mineralölwerke AG Hamburg (Shell) und Deutsche Vacuum Oel AG Hamburg (ExxonMobil).
Zweck der Gesellschaft war die „fabrikmäßige Herstellung von Treibstoffen, Schmierölen und anderen Produkten sowie die Errichtung der hierzu erforderlichen Anlagen“. Der Sitz der Ostmärkische Mineralölwerke GmbH befand sich in Wien, Schubertring 14. Das Stammkapital betrug anfangs 20.000 Reichsmark (RM), das die beiden Gesellschafter zu je 50 Prozent hielten. 1941 erhöhten die Eigentümer das Stammkapital auf 15 Millionen RM im Verhältnis 50:50. Geschäftsführer waren Hans Pfefferkorn (Shell) und Franz Angelberger (Vacuum). Am 1. Dezember 1939 erteilte das Reichswirtschaftsministerium dem Unternehmen die Genehmigung zur Errichtung einer großen Raffinerie in der Lobau. Das Betriebsgelände umfasste 450.000 Quadratmeter und befand sich an einer Biegung der Donau, wo zeitgleich der Bau des Donau-Oder-Kanals und des Ölhafens Lobau begann.

## Produktion
Die Raffinerie Lobau sollte ursprünglich 250.000 Tonnen Rohöl pro Jahr mittels atmosphärischer Destillation oder katalytischen Crackens verarbeiten. Mit letzterer Art der Raffinierung konnten die Ausbeute von Benzin und insbesondere von Kerosin vergrößert werden, was deutlich höhere Erlöse versprach. Infolge des Arbeitskräfte- und Materialmangels während des Zweiten Weltkriegs konnte die aufwändige Crackanlage bis Kriegsende nicht fertiggestellt werden. In Betrieb ging jedoch eine atmosphärische Destillationsanlage mit einer Jahreskapazität von 330.000 Tonnen. Zudem konnten bis Dezember 1942 zahlreiche Nebengebäude, unter anderem ein Kesselhaus, Labor, Werkshallen, Garagen, ein Pumpenhaus, ein Verwaltungs- und Logistikgebäude, fertiggestellt werden. Dazu kamen Bahngleise, Eisenbahngebäude, Lokschuppen, Abfüllstationen sowie vier große, fünf mittlere und neun kleine Tanks für Erdöl und Treibstoffe. Die Arbeiten im Hoch- und Tiefbau erfolgten hauptsächlich durch die Firmen Sager & Woerner und Philipp Holzmann. Wegen des Arbeitskräftemangels gründeten Wifo, Deutsche Arbeitsfront und Arbeitsamt Wien 1940 das Gemeinschaftslager Lobau als Unterkunft für Zwangsarbeiter für die Firmen in der Lobau.
Die Verarbeitung des noch unbehandelten Erdöls, das über eine Pipeline aus dem nur rund 50 km entfernten Zistersdorf kam, begann bereits im Juni 1941. Dieses Projekt war insofern innovativ, weil es damals weltweit noch wenige Ölleitungen gab und der Transport von Rohöl fast ausschließlich in Kesselwagen per Bahn erfolgte. Die Kosten für die Errichtung und Unterhaltung trugen die RAG und OMW je zur Hälfte. Bis 1942 entstand eine doppelte Rohölleitung. Als 1943 und 1944 die Förderungsspitzen erreicht wurden, konnte diese Leitung das gesamte Erdöl aus dem Wiener Becken in den Hafen Lobau bringen.
Trotz der ab Mai 1944 begonnenen Alliierten Luftoffensive auf die deutsche Treibstoffindustrie, die auch massiv die Ölfelder in Zistersdorf und die Raffinerie in Lobau einbezog, erreichte die Pipeline noch im September 1944 eine Leistung von 700 Tonnen Rohöl am Tag beziehungsweise 29 Tonnen in der Stunde. Das Öl wurde in den Anlagen der OMW erstverarbeitet und dann in Tankschiffen auf der Donau oder mit der Bahn in andere Raffinerien weitergeleitet.

## Luftangriffe im Zweiten Weltkrieg
Die Raffinerie der Ostmärkische Mineralölwerke GmbH war die fünftgrößte von 33 Raffinerien im Deutschen Reich. Wie viel Aufwand betrieben wurde, um die Anlagen nach den Luftangriffen immer wieder instand zu setzen, zeigen Zahlen von November 1944, die belegen, dass die Raffinerie Lobau trotz massiver Bombardierungen wieder zu 100 Prozent lief. Als Betreiberin einer der wichtigsten Raffinerien im deutschen Einflussbereich wurde die OMW in das sogenannte Geilenberg-Programm einbezogen. In und um die Lobau war die Flak-Untergruppe Lobau der 24. Flak-Division mit mehreren Batterien stationiert. Den Einheiten gelangen von Juni 1944 bis April 1945 zahlreiche Abschüsse von Bombern und Jagdflugzeugen der USAAF.
Nach dem ersten größeren Angriff am 16. Juni 1944 wurden innerhalb weniger Wochen ein großer, 30 Meter langer, und zwei kleinere, acht Meter lange, bombensichere Salzgitter-Bunker sowie Splitterschutzzellen errichtet. Der Angriff unterbrach den Betrieb der Ölhafenbahn für mehrere Tage. Die Bomben zerstörten einen 300 Tonnen fassenden Rohöltank und vernichteten drei Wohnbaracken. Bei den folgenden Luftangriffen wurden überwiegend Rohrleitungen und Pumpstationen beschädigt, so dass für einige Tage kein Öl gepumpt werden konnte. Ende November 1944 musste auch die Erdölleitung Zistersdorf-Lobau repariert werden, was allerdings rasch erledigt war.
Die schwersten Zerstörungen richtete die USAAF am 20. Februar 1945 an. Mehrere Großtanks und Kesselwagen fingen Feuer, Gebäude erhielten zahlreiche Treffer und auch die Pipeline aus Zistersdorf war so stark beschädigt, dass sie kein Öl mehr liefern konnte. Vom ersten Großangriff im Juni 1944 bis zum letzten im April 1945 wurden über 5000 Bombeneinschläge registriert. Obwohl die Raffinerie bis Kriegsende konstant und unter großem Aufwand immer wieder instand gesetzt werden konnte, zerstörten die Alliierten das gesamte Lobauer Gelände zu 80 Prozent. Die wesentlichen Anlagen blieben jedoch intakt.

## Nachkriegszeit
Historiker vom Institut für Zeitgeschichte der Universität Wien bezeichnen die Nachkriegsgeschichte der Raffinerie der ehemals Ostmärkischen Mineralölwerke als ein Spiegel der wichtigsten zeitgeschichtlichen Entwicklungen Österreichs.
Genauso wie anderenorts hatte den Lobauer Anlagen nicht nur der Krieg große Schäden zugefügt, auch Zivilisten plünderten und schleppten „alles was nicht niet- und nagelfest ist“ weg, wie in einem Zeitungsbericht im Frühsommer 1945 zu lesen war. Davor hatten sowjetische Truppen Warenvorräte requiriert und Triebfahrzeuge sowie Maschinen abtransportiert. Involvierte Rotarmisten dokumentierten unter anderem die Verladung von sechs Bohrwinden, acht Transmissionselektronenmikroskopen, zwölf Waagen, 20 Elektromotoren, 30 Pumpen, 45 Dieselaggregate, 1000 Guss- und Stahlträger und 200 Tonnen weitere Apparaturen nach Grosny.
Besondere Bedeutung erlangte nach dem Zweiten Weltkrieg die Zistersdorf-Lobau-Ölleitung, da sie von den Alliierten zum Abtransport eines großen Teils des im Wiener Becken gewonnenen Rohöls benutzt wurde. Die Besatzungsmächte stritten sich sowohl mit der Republik Österreich als auch untereinander um die Anlagen der OMW und RAG. Während die USA und Großbritannien ihre Ansprüche auf die lukrativen Erdölschürfrechte als Gründer und Eigentümer der beiden Gesellschaften geltend machten, beabsichtigte die Bundesregierung eine Verstaatlichung der Erdölindustrie. Zunächst erfolgte am 6. August 1945 eine Umbenennung des Unternehmens in Österreichische Mineralölwerke GmbH. Anschließend wurde die Raffinerie von den Eigentümern instand gesetzt und bis Ende Juli 1947 weiterbetrieben.

### Sowjetische Mineralölverwaltung
Das sowjetische Interesse richtete sich anfangs nicht auf das Rohöl und die Naphthaproduktion, sondern auf die Bohranlagen und -werkzeuge, Kompressoren, Motoren und Rohre, die als Kriegsbeute deklariert wurden. Der Kreml war allerdings relativ früh genau über das wirtschaftliche Potenzial Österreichs informiert. So wurde die Raffinerie Lobau, auch wenn das NKWD ihre Produktionskapazität mit 500.000 Tonnen pro Jahr zu hoch einschätzte, richtigerweise für die bedeutendste in Österreich gehalten. Sehr bald setzte sich die Meinung durch, dass eine Wiederaufnahme des Förderbetriebes wesentlich produktiver sei als eine Demontage. In diesem Kontext betrachtete die sowjetische Militärverwaltung (SMV) die „deutschen“ Erdölbetriebe in Österreich ab Oktober 1945 als ihren Besitz und ging bei der Übernahme der einzelnen Firmen schrittweise vor. Zuerst entzog die SMV den jeweiligen Firmenverwaltern und Prokuristen die Unterschriftsvollmacht im Bankenverkehr und übertrug sie an einen sowjetischen Kontrolloffizier. Später wurde dieser Offizier im Handelsregister als Direktor eingetragen. Nach geraumer Zeit erfolgte dann offiziell die Eingliederung des Unternehmens in die Sowjetische Mineralölverwaltung.
Landesweit abgeschlossen wurde dieser Prozess mit der Übernahme der Österreichische Mineralölwerke GmbH. Am 1. August 1947, kurz nach Mitternacht, erschienen auf mehreren Lastwagen sowjetische Soldaten in der Lobau und besetzten die Raffinerie. Alle Arbeiter und Angestellten wurden verhört, einige verhaftet, andere sofort entlassen. Funktionäre beriefen eine Belegschaftsversammlung ein und verkündeten eine Proklamation, dass die Raffinerie in den Besitz der Sowjetunion übergegangen sei. Die SMV beschlagnahmte die Anlagen offiziell als Deutsches Eigentum. Als Begründung gaben sie an, dass die Raffinerie während der „deutschen Herrschaft über Österreich“ mit deutschen Krediten errichtet worden war, im Übrigen ein österreichischer Staat damals gar nicht existierte und somit die Raffinerie nur ein deutsches Unternehmen gewesen sein konnte.
Vertreter der britischen und US-amerikanischen Besatzungsmacht legten scharfen Protest gegen die Besetzung der Raffinerie ein und verlangten ihre sofortige Rückgabe an die Österreichischen Mineralölwerke. Sie vertraten den Standpunkt, dass dieses Gemeinschaftsunternehmen niemals deutsches Eigentum, sondern immer Eigentum britischer und US-amerikanischer Gesellschafter war. Am 14. August 1947 landete die Causa vor der Alliierten Kommission. Die USA und Großbritanniens ließen von Anfang an keinen Zweifel an ihrem überaus starken Interesse an den österreichischen Erdölquellen und beharrten darauf, dass die Österreichischen Mineralölwerke GmbH sowie die Rohöl-Gewinnungs-AG nicht als deutsches Eigentum zu betrachten sind. Die sowjetischen Vertreter erklärten kurzerhand:

„Diese Raffinerie ist Eigentum der österreichischen Gesellschaft Ostmärkische Mineralölwerke und befindet sich im östlichen Teil Österreichs innerhalb der russischen Zone. Sie wird vom sowjetischen Oberkommando in Österreich als deutscher Vermögensteil auf Grund der in Potsdam festgelegten Grundsätze betrachtet. Aufgrund dieser vereinbarten Beschlüsse ist es vollständig klar, dass die der Sowjetunion gesetzlich gehörende deutsche Aktiva nicht an amerikanische, britische oder holländische Geschäftsleute übergeben werden kann.“

Damit blieb es bei der normativen Kraft des Faktischen. Die Sowjetische Mineralölverwaltung schloss die Lobauer Raffinerie an die Großtanklager der ehemaligen WiFo an und sicherte sich damit eine bisher nicht in diesem Umfang vorhandene Verarbeitung von Rohöl nebst Lagermöglichkeit für Rohstoffe und Fertigprodukte. Die reichen Erdölvorkommen im Wiener Becken unterlagen ebenfalls der wirtschaftlichen Ausbeutung durch die Sowjetunion. Von 1946 bis 1955 musste Österreich insgesamt 17.761.556,7 Tonnen Erdöl als Reparation an die Sowjetunion verbuchen. Die Betriebe der Sowjetischen Mineralölverwaltung existierten bis 1955, ehe sie nach Abschluss des Staatsvertrags gegen eine entsprechende Ablösesumme an Österreich übergeben wurden.

### Österreichische Mineralölverwaltung
Über die Staatsvertragsverhandlungen hielt der österreichische Bundeskanzler Bruno Kreisky in seinen Memoiren fest: „Die Erdölfrage war ein extremes Politikum geworden.“ So musste sich die Republik Österreich im Wiener Memorandum vom 10. Mai 1955, einem multilateralen Abkommen mit den westlichen Besatzungsmächten, verpflichteten, jene heimischen Erdölunternehmen, die vor Kriegsbeginn in französischer, kanadischer, US-amerikanischer oder niederländisch-englischer Hand waren, zurückzugeben. Die Raffinerie in der Lobau kam jedoch zunächst an die im Juni 1956 neu gegründete Österreichische Mineralölverwaltung (ÖMV). Es folgten jahrelange zähe Verhandlungen zwischen den Vertretern der Republik Österreich und den ursprünglichen Eigentümern der Erdölbetriebe.
Bereits seit August 1953 observierte die CIA die Raffinerie Lobau. Anfang 1956 erhöhte die USA den Druck, indem sie die Angelegenheit zur Entscheidung vor die Vereinten Nationen brachte. Im Memorandum No. 3948 vom 25./26. Juli 1957 fixierte das Sekretariat der Vereinten Nationen unter Punkt 1 folgenden Beschluss, der binnen 21 Monaten umzusetzen war:

„Den Firmen Anglo-Saxon Petroleum Co. Ltd. und Socony Vacuum Oil Co. sollen im Hinblick auf ihre vor dem Inkrafttreten des Staatsvertrages bestandenen indirekten 100 %igen Eigentumsrechte an der Lobauer-Raffinerie und der Zistersdorf-Lobau-Ölleitung, diese Vermögenswerte entweder direkt oder an ihre Tochtergesellschaft Österreichische Mineralölwerke übergeben werden. Falls die österreichische Bundesregierung verhindert ist, dies zu tun, wird sie die genannten Unternehmungen [...] angemessen befriedigen.“

Damit war der Kampf um die Erdölinteressen in Österreich nicht beendet. An vorderer Stelle brachte der Abgeordnete Robert Dubovsky wiederholt den Standpunkt der KPÖ öffentlich zum Ausdruck, die (Zitat): „Raffinerie Lobau mit der Ölleitung nicht an die amerikanisch-englischen Ölkapitalisten zu übergeben“. In einer Landtagssitzung erläuterte er: „Wer die Kapitalkraft dieser internationalen Erdölgesellschaften kennt, weiß, dass sie jederzeit die Möglichkeit haben, sich zum überwiegenden Teil in den Besitz des österreichischen Erdöls zu setzen.“ Tatsächlich zögerten alle österreichischen Regierungsparteien und Koalitionen die Übergabe möglichst lange hinaus. Die ungeklärten Besitzverhältnisse nach Abschluss des Staatsvertrages verlangsamten eine Konsolidierung der österreichischen Erdölwirtschaft. Ziel der Regierung war die schnellstmögliche Fertigstellung einer unstrittig österreichischen Raffinerie, deren Grundsteinlegung am 22. April 1958 in Wien-Schwechat erfolgte.
Letztlich musste die Österreichische Mineralölverwaltung (ÖMV) im Zuge weiterer Memoranden Mitte 1958 die Raffinerie Lobau an die Österreichische Mineralölwerke GmbH zurück übertragen. Gegen Bezahlung konnten die Anlagen von der ÖMV noch bis zum 21. November 1960 genutzt werden. An diesem Tag nahm die ÖMV die erste Destillationsanlage in der neuen Raffinerie Schwechat in Betrieb, die nach Vollausbau ab dem 27. Juni 1961 mehr als die heimische Produktion verarbeiten konnte. Die Raffinerie Lobau wurde von der Österreichische Mineralölwerke GmbH noch bis 1970 betrieben.

## Gegenwart
1971 nahm die Österreichische Mineralölwerke GmbH auf dem Gelände der geschlossenen Raffinerie Lobau ein Schmiermittelwerk in Betrieb. Produziert wurden Motoröle (Shell-Helix) für Pkw und Schmierstoffe für Großabnehmer aus der Industrie. Im Jahr 1979 führten die Mobil Oil (als Nachfolgerin der Socony-Vacuum Oil) und Shell (als Nachfolgerin der Anglo-Saxon Petroleum) die Österreichische Mineralölwerke GmbH (ÖMW) mit der Rohöl-Gewinnungs-AG (RAG) zusammen, womit die heutige RAG Austria AG entstand. Nach Unternehmensangaben konnte mit der Verschmelzung einerseits das bei der ÖMW vorhandene Finanzpotenzial für die RAG ausgenutzt werden und andererseits die Administration beider Unternehmen sinnvoll zusammengeführt und die Organisation gestrafft werden. 1998 verkaufte die Mobil ihre Anteile an der RAG und 2007 erfolgte der Ausstieg von Shell.
Das  Schmiermittelwerk Wien-Lobau verblieb noch bis Ende  2009 bei der Shell plc, die das Werk anschließend an die Österreichische Mineralölverwaltung (die heutige OMV) verkaufte. Damit schloss die Shell plc ihre einzige Produktionsstätte in Österreich. Die ÖMV betrieb das Werk bis Ende 2013 weiter und verkaufte es dann an die russische Lukoil. Seit Februar 2014 ist der Standort sowohl Produktionsstätte als auch die Europa-Zentrale von Lukoil.